# Eleveld
Eleveld is een esgehucht met 33 inwoners (2022) dat deel uitmaakt van de gemeente Aa en Hunze, in de provincie Drenthe (Nederland). Eleveld ligt zuidelijk van Assen, 4 kilometer (hemelsbreed) vanaf het centrum van die stad. De betekenis van de naam zou kunnen zijn afgeleid van elo of elu, wat geel betekent, en een verwijzing is naar de vele brem- en gagelstruiken in de omgeving.
De geschiedenis van het gehucht begint in de middeleeuwen. Bronnen maken in 1427 melding van Eleuelden, in 1484 van Elevelde, in 1508 Elevelt, ca. 1550 van Elevelde en in 1851-1855 wederom Elevelt. Rond 1640 was er een boerderij, bewoond door ene Roelof Elevelt die meier was van de Heer van Ruinen, en het erf in 1766 verkocht aan de Landschap Drenthe.
Tussen 1693 en 1804 is slechts het bestaan van die ene boerderij af te leiden uit de haardstedenregisters, hoewel ervan uit wordt gegaan dat er meer bewoners waren. Tegenwoordig staan er enkele boerderijen, waarvan op een aantal nog het boerenbedrijf wordt uitgeoefend.
Tussen 1918 en 1947 heeft Eleveld een halte gehad aan de tramlijn Assen - Coevorden van de Eerste Drentsche Stoomtramweg-Maatschappij.
Eleveld is behoorlijk aardschokgevoelig, maar de schokken zijn nooit erg ernstig geweest.